# Бергер, Хан
Йохан Антониус (Хан) Бергер (нидерл. Johan Antonius "Han" Berger, 16 июня 1950, Утрехт) — нидерландский футбольный тренер и функционер.

## Карьера
В раннем возрасте Бергер завершил карьеру игрока из-за проблем с коленом. В 22 года он вошел в тренерский штаб «Утрехта», а в 25 — самостоятельно возглавил команду. Тем самым специалист стал самым молодым наставником в Эредивизи. Под его руководством команда становилась призёром чемпионата и доходила до финала Кубка страны. После ухода из «Утрехта» Бергер работал с другими местными коллективами. С 1998 по 2000 год он возглавлял молодежную сборную Нидерландов, а в 2004 году был наставником японского клуба «Оита Тринита».
В последнее время Хан Бергер занимается руководящей работой. С 2009 по 2014 год он был техническим директором в Футбольной федерации Австралии. 11 августа 2010 года специалист исполнял обязанности главного тренера австралийской сборной в товарищеском матче против Словении. В апреле 2014 года стал директором клуба «Сидней». Через два года перешел на должность технического директора.

## Достижения
- Финалист Кубка Нидерландов (1): 1981/82.
- Бронзовый призёр Чемпионата Нидерландов (1): 1980/81.

## Семья
Сын Бергера Рууд (род. 1980) также являлся футболистом и выступал за ряд нидерландских команд.